# Wang Zhidan
Dans ce nom, le nom de famille, Wang, précède le nom personnel.
Wang Zhidan, (en chinois : 王治單), né le 19 décembre 1970, dans la province du Liaoning en Chine, est un ancien joueur chinois de basket-ball. Il évolue durant sa carrière au poste de pivot.